# Анголи (Катанцаро)
Анголи је насеље у Италији у округу Катанцаро, региону Калабрија.
Према процени из 2011. године у насељу је живело 261 становника. Насеље се налази на надморској висини од 705 m.